# Iglesia de Nuestra Señora Regina Mundi
La iglesia de Nuestra Señora Regina Mundi es un templo católico situado en la localidad española de Corrales, dentro término municipal de Aljaraque, en la provincia de Huelva, comunidad autónoma de Andalucía. Levantada a mediados del siglo XX, en la actualidad la iglesia constituye uno de los principales elementos patrimoniales del poblado minero de Corrales. Desde 2014 está inscrita en el Catálogo General del Patrimonio Histórico Andaluz.

## Historia
La iglesia fue construida en 1955 por la Tharsis Sulphur and Copper Company Limited con el fin de proporcionar un edificio de estas características al poblado obrero de Corrales, donde se encontraba el departamento de la compañía destinado a la trituración, almacenaje y carga del mineral extraído en Tharsis y La Zarza. La iglesia fue inaugurada el 15 de julio de 1956 en un acto al que acudieron las autoridades y los directivos de la compañía, entre otros.

## Características
La Iglesia de Nuestra Señora Regina Mundi está situada entre los barrios de Casas Nuevas y El Cabezo, en un promontorio que se encuentra a pocos metros tanto del Cinema-teatro como del Casino de trabajadores. El edificio tiene una planta de tipo basilical, estando su estructura compuesta por un muro de carga levantado en ladrillo enlucido. La cubierta es a dos aguas y se compone por tejas cerámicas curvas. La fachada principal está orientada al sureste y acoge la entrada principal al interior. Respecto al interior, además de la zona destinada a actos litúrgicos, la Iglesia cuenta con una vivienda para el párroco, el despacho sacerdotal, la sacristía, etc. Desde un punto de vista arquitectónico la Iglesia de Regina Mundi es gemela de la Iglesia parroquial de Tharsis.